# Ʊ
Ne doit pas être confondu avec Upsilon.
Cette page contient des caractères spéciaux ou non latins. S’ils s’affichent mal (▯, ?, etc.), consultez la page d’aide Unicode.
Ʊ (minuscule : ʊ), appelé upsilon latin, est une lettre additionnelle qui est utilisée pour écrire certaines langues africaines comme l’agni, l’akébou, l’anii, le birifor du Sud, le foodo, le lokpa, le tafi, le tem, le yom, et pour une langue amérindienne : le comox. Sa forme est souvent basée sur la majuscule retournée de la lettre oméga ‹ Ω › bien que son nom provienne de la lettre upsilon (υ), dont la minuscule moderne a inspiré la forme de l’upsilon latin. À cause de son nom et sa similitude avec upsilon, il est souvent remplacé par le V de ronde ‹ Ʋ, ʋ › dans l’écriture des langues qui l’utilisent.

## Utilisation
Horatio Hale (en) utilise la lettre upsilon latin ‹ Ʊ, ʊ › dans Ethnography and Philology publié en 1846 et produit lors de l’expédition Wilkes.

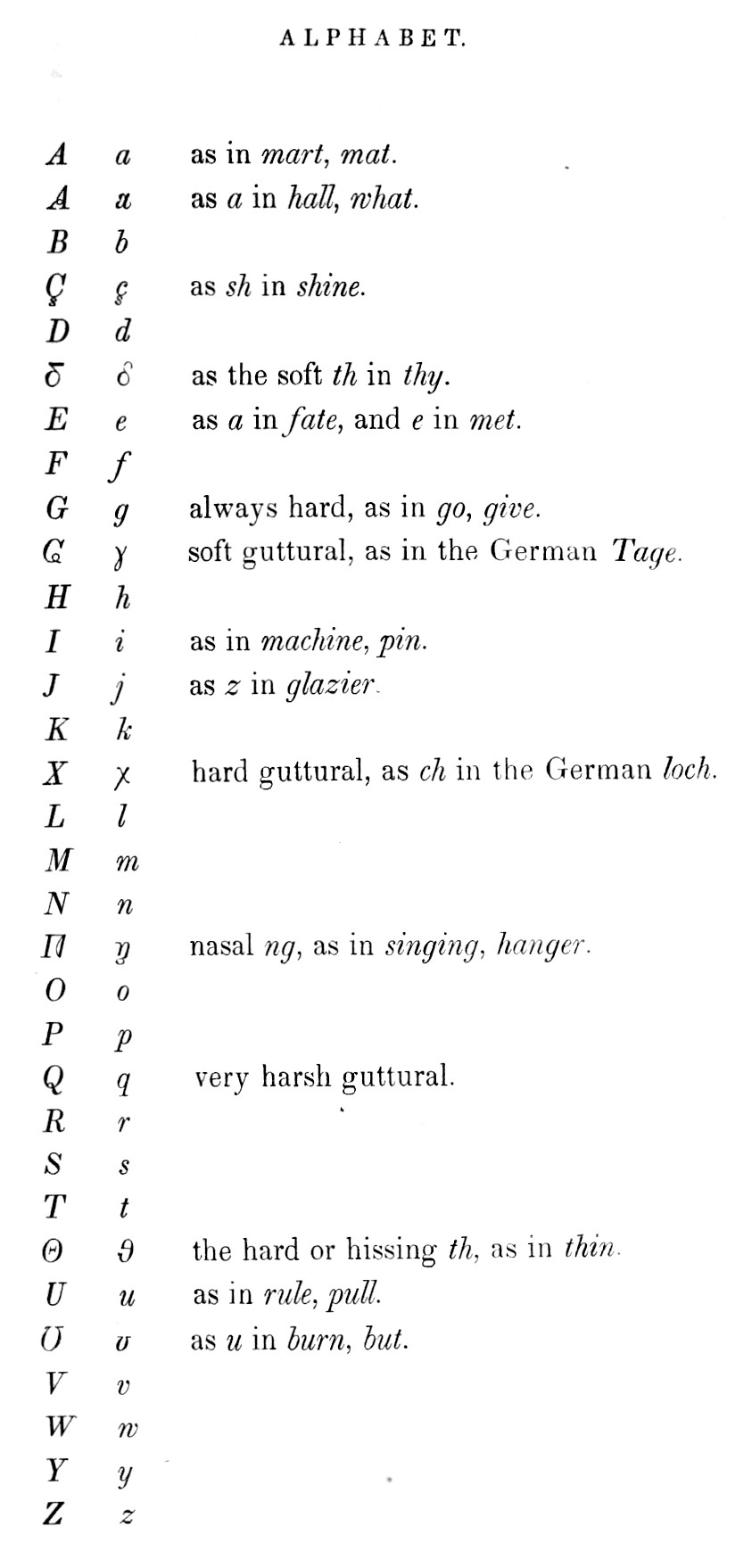
Alphabet d’Horatio Hale de 1846.

Selon Samuel Stehman Haldeman, la lettre ‹ ʊ › a été utilisée dans des anciennes inscriptions latines, remplaçant par exemple le dernier a dans le mot dicata, représentant une voyelle mi-ouverte postérieure non arrondie [ʌ] ou une voyelle moyenne centrale [ə].
Isaac Pitman a temporairement proposé la lettre pour l’Alphabet phonotypique en 1855, après avoir essayé plusieurs variantes de la lettre u, dont la petite capitale U ‹ ᴜ ›.

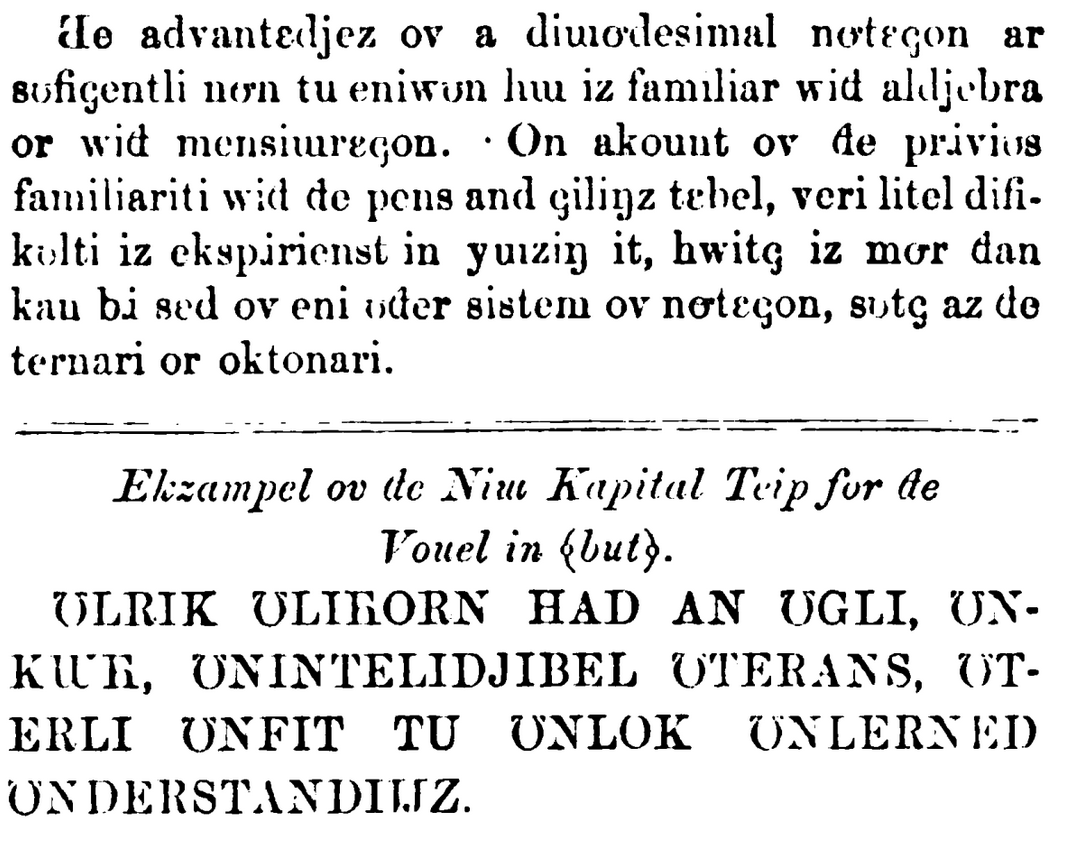
Essai de la lettre majuscule Ʊ et minuscule ʊ avec l’Alphabet phonotypique dans le Phonetic Journal, 17 novembre 1855.

### Alphabet phonétique international
L’upsilon minuscule ‹ ʊ › est utilisé dans l’alphabet phonétique international pour représenter une voyelle pré-fermée postérieure arrondie.
Il est d’abord accepté comme symbole petite capitale U ‹ ᴜ › dans l’alphabet phonétique international en 1898 pour représenter une voyelle fermée postérieure arrondie, en même temps que les symboles petite capitale I ‹ ɪ › et petite capitale Y ‹ ʏ › pour représenter la voyelle fermée antérieure non arrondie et la voyelle fermée antérieure arrondie,. Le symbole de la petite capitale U est remodellé en forme d’ampoule ‹ ʊ › pour mieux s’harmoniser avec les minuscules. Cette petite capitale U est interchangeable avec l’upsilon ‹ ʊ › qui le remplace graduellement dans le Maître phonétique et en particulier dans le tableau des symboles de l’alphabet phonétique international.
Il est remplacé par le symbole oméga fermé ‹ ɷ › en 1943 et figure dans le tableau l’alphabet phonétique international de 1944 mais est reconnu comme alternative à celui-ci,, puis le remplace en 1989.

### Langues africaines

Formes de l’upsilon latin tel que dessiné dans l’alphabet africain de référence, clairement basée sur la forme moderne stylisée de la lettre minuscule grecque upsilon, mais dont la majuscule peut être confondu avec la lettre U majuscule avec empattements.

La lettre upsilon est recommandée pour les langues africaines dans l’Alphabet africain de référence de 1978. Il semble avoir été remplacé par la lettre oméga ‹ ω › dans la révision de Mann et Dalby de 1982.
Elle est utilisée dans l’alphabet des langues nationales béninoises.

## Représentations informatiques
Cette lettre possède les représentations Unicode suivantes :
| formes    | représentations | chaînes de caractères | points de code | descriptions                    |
| --------- | --------------- | --------------------- | -------------- | ------------------------------- |
| capitale  | Ʊ               | Ʊ                     | U+01B1         | lettre majuscule latine upsilon |
| minuscule | ʊ               | ʊ                     | U+028A         | lettre minuscule latine upsilon |